# Жоржі Алваріш
Жоржі А́лваріш (порт. Jorge Álvares, помер 8 липня 1521) — португальський дослідник. Він вважається першим європейцем, який досяг території Китаю морським шляхом в Добу великих географічних відкриттів. Заснування ним поселення і торгової місії на острові на території нинішнього Гонконгу досі вважається значним досягненням «по встановлення комерційних угод з китайцями та підтримання з ними мирних зв'язків».

## Дослідження
У травні 1513 року Алваріш прибув в дельту річки Чжуцзян у джонці з Пегу з капітаном із португальської Малакки Руї де Бріто Паталімом. Експедицію супроводжували ще п'ять джонок. Сам Алваріш був у супроводі двох інших португальських моряків.
Алваріш здійснив перший контакт на китайській землі — на острові у гирлі Перлової річки (Чжуцзян) поблизу міста Кантон (Гуанчжоу) в південному Китаї. Розташування острова, який португальці назвали Таман (Tamão), точно не відомо. Довго вважалось, що цим островом міг бути сучасний острів Лінтін, проте останнім часом китайські дослідники запропонували як потенційного кандидата сусідній більший острів Лантау.
Висадившись на острові Таман, Алваріш встановив падран від короля Португалії. На основі інформації від свого капітана португальці сподівалися встановити тут торгові відносини з китайцями. Незабаром після цього Афонсу де Албукеркі, губернатор Португальської Індії, відправив Рафаеля Перестрелло — двоюрідного брата Христофора Колумба — із завданням встановити торговельні відносини з китайцями. На кораблі з Малакки Рафаель Перестрелло висадився на південних берегах Гуандун пізніше в 1516 році.
Відповідно до книги Ж. М. Браги 1955 року, Алваріш «дізнався про китайську культуру, релігію, фінанси та військову, цінну інформацію для короля Мануела I».

## Смерть і спадщина
Він помер 8 липня 1521 року на о. Таман на руках у свого друга Дуарте Коельо. Окрім сумнівів щодо місця розташування острова, історики також не мають даних щодо причини смерті Алваріша.
Хоча причина його смерті не встановлена, Таман був атакований китайським флотом у 1521 році, після чого португальці його покинули і повернулись до Малакки, в Малайзії. Протягом наступних років спогади про значення його досліджень і заснованого ним поселення згасли. «Роль Алваріша була зведена до короткої згадки».
Згідно з National Geographic, «Макао, можливо, ніколи б не існувало, якби не Таман», де португальці дізналися, «про Китай, дельту річки Чжуцзян і Південнокитайське море». Португальське поселення і Жоржі Алваріш «започаткували ланцюг подій, які в кінцевому підсумку призвели до винекнення Макао».